# Chacornac (cràter)
Chacornac és un cràter d'impacte lunar irregular unit a la vora sud-oriental del cràter Posidonius. Es troba just a l'est de la Mare Serenitatis, i al nord del cràter Le Monnier.

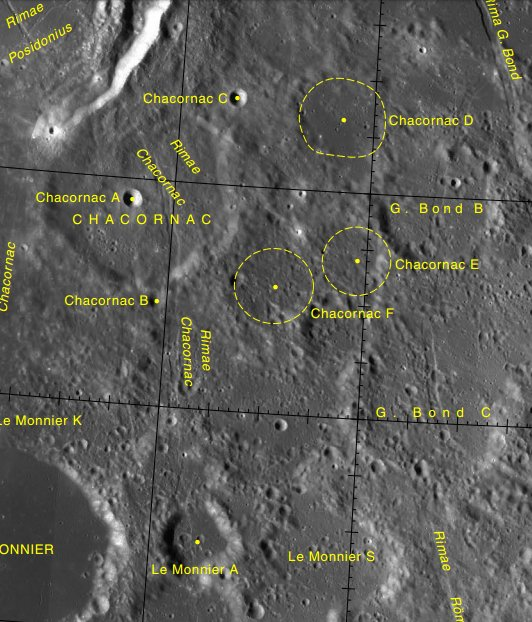
Localització de Chacornac (superior esquerra de la imatge)
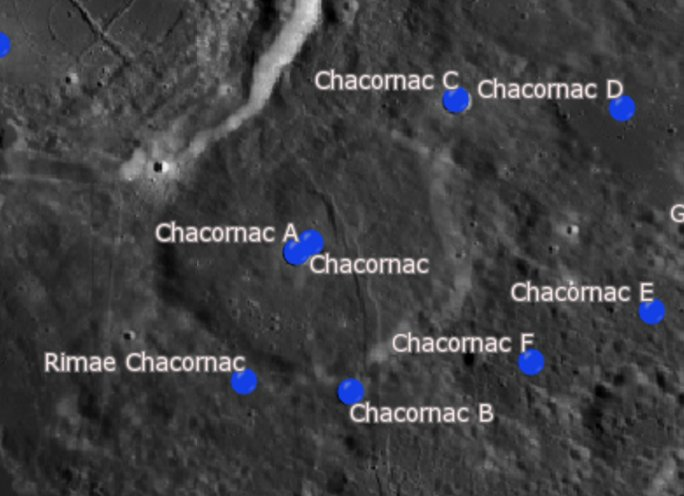
Cràters satèl·lit

La vora de Chacornac té una forma una mica distorsionada, amb un aspecte pentagonal i irregular, especialment al nord-oest, on es troba a la vora de Posidonius.
El sòl inundat de lava és irregular i desigual, i conté un sistema d'esquerdes febles, anomenades Rimae Chacornac. No presenta pic central, i no hi ha rastre d'un sistema de marques radials. El terra al voltant del cràter és accidentat, amb una rampa escarpada en pendent cap a l'oest.

## Cràters satèl·lit
Per convenció aquests elements són identificats en els mapes lunars posant la lletra en el costat del punt central del cràter que està més proper a Chacornac.
| Chacornac | Coordenades                          | Diàmetre |
| --------- | ------------------------------------ | -------- |
| A         | 29° 48′ N, 31° 30′ E / 29.8°N,31.5°E | 5 ;km    |
| B         | 29° 48′ N, 31° 54′ E / 29.8°N,31.9°E | 6 km     |
| C         | 30° 48′ N, 32° 36′ E / 30.8°N,32.6°E | 4 km     |
| D         | 30° 36′ N, 33° 36′ E / 30.6°N,33.6°E | 26 km    |
| E         | 29° 24′ N, 33° 42′ E / 29.4°N,33.7°E | 22 km    |
| F         | 29° 12′ N, 32° 54′ E / 29.2°N,32.9°E | 26 km    |